# Ретська мова
Ретська мова — мова стародавнього населення області (потім римської провінції) Реція в Східних Альпах в V-I ст. до н. е., на північний захід від ареалу носіїв венетської мови. Засвідчена численними, але дуже короткими написами, виконаними одним з давньоіталійських алфавітів. У написах відзначається наявність слів і граматичних особливостей, що, можливо, свідчать про спорідненість з етруською мовою.
Ймовірно, найближчим родичем ретської була зникла камунська мова (Страбон вважав камун народом, спорідненим ретам).
Носії ретської мови були асимільовані римлянами (на півдні) і германцями (на півночі) не пізніше III століття. Можливо, від ретського алфавіту походять германські руни.